# فتحي الرازم
فتحي رازم أو فتحي البحرية (1949- 4 سبتمبر 2017؛ أبو جهاد) كان سياسيًا فلسطينيًا وعضوًا في منظمة التحرير الفلسطينية، وعضوًا سابقًا في المجلس الثوري لحركة التحرير الوطني الفلسطيني، ويُعد من أوائل الذين انضموا إلى منظمة التحرير الفلسطينية وساهم بشكل كبير في تطويرها، وكان أيضًا عضوًا في حركة فتح للتحرير الوطني.

## نشأته
ولد فتحي رازم عام 1949 في مدينة القدس. انخرط في النضال الوطني الفلسطيني في وقت مبكر، وكان من أوائل الذين التحقوا بحركة فتح إلى جانب ياسر عرفات. توفي مساء الإثنين 4 سبتمبر 2017، في دولة الإمارات العربية المتحدة، إثر مرض خطير. تم نقل جثمانه إلى الأردن حيث وُوري الثرى.

## عمله السياسي
لعب فتحي دورًا مهمًا في تطوير منظمة التحرير الفلسطينية، وشغل عضوية المجلس الثوري للحركة. خلال الانتفاضة الثانية، قامت إسرائيل بمقاضاة فتحي رازم واتهمته بمحاولة تهريب الأسلحة عبر السفينة المعروفة باسم كارين للمقاومة الفلسطينية. وبعد ذلك سافر رازم بين الدول العربية وعواصمها للاختباء من الإسرائيليين.